# NGC 671
NGC 671 (również PGC 6546 lub UGC 1247) – galaktyka spiralna (S?), znajdująca się w gwiazdozbiorze Barana. Odkrył ją Lewis A. Swift 17 września 1885 roku. Jest to galaktyka Seyferta typu 2.